# Khanat Derbent
Das Khanat Derbent war ein Staat im heutigen Dagestan in Russland, der von 1747 bis 1806 existierte. Das Gebiet erstreckte sich entlang der Küste des Kaspischen Meeres und umfasste auch Teile des heutigen Aserbaidschan bis Sumqayıt. Die Hauptstadt war Derbent.

## Geschichte
Nachdem das Russische Reich 1722 Derbent im Russisch-Persischen Krieg vom safawidischen Persien erobert hatten, wurde ihm die Stadt im Sankt Petersburger Friedensvertrag von 1723 zugesprochen. Peter I. ließ sich bei einem Triumphzug in Moskau die silbernen Schlüssel der eisernen Tore von Derbent vorantragen. 1736 wurde Derbent von Russland an Persien unter Nadir Schah zurückgegeben. Als dieser starb, entstand um Derbent ein unabhängiges Khanat.
Während eines russischen Feldzugs nach Persien wurde es 1796 von einer Armee unter Walerian Subow eingenommen, aber dann wieder aufgegeben. 1806 wurde Derbent erneut erobert und das Khanat vom Russischen Reich annektiert, was 1813 im Frieden von Gulistan durch Persien akzeptiert wurde.